# ریرو
ریرو (به اسپانیایی: Reyero) یکی از دهستان‌های اسپانیا است که در استان لئون، اسپانیا واقع شده‌است.

## خصوصیات
ریرو ۲۶ کیلومترمربع مساحت و ۱۴۶ نفر جمعیت دارد.